# 왕각흑야
왕각흑야(旺角黑夜, One Nite in Mongkok)는 홍콩에서 제작된 이동승 감독의 2004년 드라마, 멜로/로맨스 영화이다. 장백지 등이 주연으로 출연하였고 방평 등이 제작에 참여하였다.

## 출연

### 주연
- 장백지
- 오언조
- 방중신
- 양준일
- 전가락

### 조연
- 진법용
- 방평
- 임설
- 이찬삼
- 사전의
- 왕합희
- 바오치징
- 혜천사

## 제작진
- 미술: 마광영